# Melodic (magazine)
Melodic est une base de métadonnées consacrée à la musique. Il est le site leader en Europe pour le rock alternatif et l'un des webzines leaders dans le monde du rock,,.